# University of Montana
University of Montana (ofta kallat UM) är ett universitet som ligger i Missoula, Montana, i USA. Universitetet är huvudcampus för de fyra olika campusområdena. Det huvudsakliga universitetsområdet ligger vid foten av berget Sentinel. Berget bär Missoulas mest kända landmärke, en stor sluttning med bokstaven "M". Universitetet grundades 1893 men fick redan 1881 mark tilldelat i det dåvarande Montanaterritoriet för att säkerställa var universitetet skulle komma att vara när Montana blev en stat.
Universitetsbiblioteket heter Maureen and Mike Mansfield Library och inrymmer den tidigaste auktoriserade upplagan av skrifter från Lewis och Clarks expedition genom centrala och västra USA.